# Ghana Today Television
GTV (Ghana Today Television) ist der nationale Fernsehsender Ghanas, betrieben von der staatlichen Ghana Broadcasting Corporation. Der Sender ging am 31. Juli 1965 als GBC TV Ghana Television auf Sendung. Er strahlt überwiegend (80 % der ausgestrahlten Sendungen) ghanaische Eigenproduktionen aus.
Ghana Television sendet ausschließlich per Satellit (NSS 7 (11635 V)) und überträgt pro Tag eine Stunde CNN International, Deutsche Welle und Worldnet. Direktor von GTV ist Kofi Bucknor.

## Geschichte
Bereits am 6. November 1959 kündigte die Regierung von Ghana die Einrichtung einer eigenen Fernsehanstalt für das gesamte Land an. 1961 wurde ein Vertrag zur technischen Unterstützung mit Kanada geschlossen und 1963 eine Ausbildungsstätte für Fernsehproduktionen in Accra unter der Aufsicht zweier Vertreter der Canadian Broadcasting Corporation gegründet. Am 31. Juli 1963 eröffnete der damalige Präsident Ghanas Kwame Nkrumah das Fernsehzeitalter in Ghana. 1965 sendete Ghana Television noch etwa 17,5 Stunden pro Woche, heute sind es 140 Stunden die Woche.

## Weblink
- Webseite von GTV